# Erich Müller (SS-Mitglied)
Erich Otto Friedrich Karl Müller (* 30. August 1902 in Münster; † nach 1964) war ein deutscher Jurist in der Kommunal-, Polizei- und Ministerialverwaltung sowie SS-Standartenführer zur Zeit des Nationalsozialismus. Er war Landrat im Kreis Rees, Chef der Berliner Staatspolizeileitstelle, Leiter der Personalabteilung im Reichsministerium für Volksaufklärung und Propaganda (RMVP) sowie während des Zweiten Weltkrieges 1942 als Leiter des Einsatzkommandos 12 der Einsatzgruppe D für Massenmordaktionen im Nordkaukasus verantwortlich. Nach Kriegsende tauchte er unter und setzte sich nach Argentinien ab. Müller wurde strafrechtlich nicht belangt.

## Herkunft, Studium und Berufseinstieg
Erich Müller war der Sohn des Eisenbahnassistenten Carl Müller und dessen Ehefrau Johanna, geborene Otte. Nach dem Ostern 1922 am Evangelisch Stiftischen Gymnasium Gütersloh abgelegten Abitur absolvierte Müller ein Studium der Rechtswissenschaft an den Universitäten Göttingen, Tübingen und Münster. Nach Ablegung der ersten juristischen Staatsprüfung im Juli 1925 begann er sein Rechtsreferendariat. An der Universität Göttingen wurde er 1926 zum Dr. jur. promoviert, der Titel seiner Dissertation lautete „Die Haftung einer Korporation des öffentlichen Rechts für ihre Beamten in Ausübung privatrechtlicher Verrichtungen“. Nach der zweiten juristischen Prüfung war  er ab 1929 Gerichtsassessor. Anschließend war er als Anwalt und Notariatsvertreter tätig. Ab Juli 1931 wirkte er als Staatsanwalt in Essen.

## Zeit des Nationalsozialismus

### Landrat in Rees
Zum 1. Juli 1932 trat Müller in die NSDAP ein (Mitgliedsnummer 1.240.093). Mit Beginn der Zeit des Nationalsozialismus forcierte er seine Karriere im NS-Staat. Ab Juni 1933 leitete er zunächst kommissarisch das Landratsamt im Kreis Rees und wurde am 18. Januar 1934 dort definitiv zum Landrat ernannt. Ende Juli 1935 schied Müller auf eigenen Antrag aus dem Amt.
Ab Dezember 1935 war er mit Maria Elisabeth Hoehn verheiratet.

### Leiter der Berliner Gestapo
Müller, der ab Januar 1933 bereits für etwa ein Jahr Mitglied der Schutzstaffel war, trat der SS 1935 erneut bei (SS-Nummer 105.979). Durch Reinhard Heydrich wurde er in den Sicherheitsdienst des Reichsführers SS (SD) übernommen.
Anfang September 1935 trat er als Regierungsrat in die staatliche Polizeiverwaltung Berlin ein. Ab Mitte Januar 1936 übernahm er vertretungsweise die Leitung der Gestapo Berlin und wurde zum Oberregierungsrat befördert. Durch Protektion Heydrichs wurde ihm  Anfang Juli 1936 definitiv die Leitung der Berliner Gestapostelle übertragen. Nachdem die Berliner Stapostelle im März 1937 Staatspolizeileitstelle geworden war, weitete sich Müllers Weisungsbefugnis für staatspolizeiliche Angelegenheiten über Berlin hinaus auf das Umland aus. Anfang Juli 1937 wurde Müller zum Regierungsdirektor ernannt. Wenige Wochen später schied er aus dem Polizeidienst aus und setzte seine Karriere im Reichsministerium für Volksaufklärung und Propaganda (RMVP) fort. Heydrich, von Müllers Wechsel zum RMVP enttäuscht, konnte dessen Abordnung zum Ministerium jedoch nicht verhindern.

### Leiter der Personalabteilung im Propagandaministerium
Im August 1937 wechselte Müller schließlich ins Reichsministerium für Volksaufklärung und Propaganda (RMVP), wo ihm die Leitung der Personalabteilung übertragen wurde. An die Spitze der Ministerialverwaltung aufgestiegen, nahm er für mehrere Jahre „eine wichtige Schlüsselrolle für das RMVP und seiner Dienststellen“ ein. Bereits im November 1937 wurde er zum Ministerialrat und im April 1939 schließlich zum Ministerialdirigenten befördert. Innerhalb der SS stieg Müller im Mai 1939 bis zum Standartenführer auf, seinem höchsten erreichten Rang innerhalb der Allgemeinen SS. Zusätzlich zu seiner Funktion als Leiter der Personalabteilung war Müller als SS-Führer zeitweise Verbindungsführer des RMVP zum Reichssicherheitshauptamt (RSHA) und damit „auch erste Wahl als Übermittler, sobald der SS-Apparat Wünsche und Forderungen an das RMVP richtete“.
Nach Beginn des Zweiten Weltkrieges war Müller von Oktober 1939 bis Februar 1940 als Oberst der Geheimen Feldpolizei bei der Wehrmacht und kehrte danach auf seinen Posten im RMVP zurück.
Müllers Wunsch, an einem „Osteinsatz“ teilzunehmen, wurde im März 1942 zunächst von Propagandaminister Joseph Goebbels abgelehnt. Um sein Vorhaben dennoch umsetzen zu können, nahm Müller Kontakt mit dem Staatssekretär im RMVP Leopold Gutterer und Bruno Streckenbach vom Reichssicherheitshauptamt (RSHA) auf. Müller sollte schließlich „einen wichtigen Beitrag zur polizeilichen Sicherung des rückwärtigen Gebietes und der Nachschubwege im besetzten Ostraum“ leisten.  Streckenbach offerierte Müller die Leitung des Einsatzkommandos 12 der Einsatzgruppe D an, was Goebbels schließlich befürwortete.

### Leiter des Einsatzkommandos 12 der Einsatzgruppe D
Offiziell zum Februar 1942 und faktisch am 13. April 1942 löste Müller Gustav Adolf Nosske als Leiter des Einsatzkommandos 12 ab. Neben der Durchführung sicherheitspolizeilicher Aufgaben im deutsch besetzten Nordkaukasus trieb Müller dort auch die Umsetzung des Unternehmens Zeppelin voran. Im Operationsgebiet des Einsatzkommandos 12 war Müller für den Massenmord an der jüdischen Bevölkerung verantwortlich. So delegierte er in Woroschilowsk und Pjatigorsk, wo sich auch zeitweise seine Dienststelle befand, im August 1942 „die Planung, die vorbereitenden Maßnahmen, und die eigentliche Durchführung der Exekution“ der jüdischen Bevölkerung vor Ort an ihm unterstellte SS-Führer. Die jüdischen Menschen wurden ihrer Wertsachen beraubt, mussten sich ausziehen und wurden danach bei Woroschilowsk erschossen oder wie in Pjatigorsk in Gaswagen ermordet. Müller selbst war der Einsatz von Gaswagen nicht genehm, gegenüber SS-Führern gab er an, das Erschießen als Mordmethode zu präferieren. Auch in den umliegenden Orten von Pjatigorsk ermordete das Einsatzkommando 12 die dort lebende jüdische Bevölkerung. Ebenso beging das Einsatzkommando 12  in  Kislowodsk Kriegsverbrechen; so wurden am 9. September 1942 Patienten und Pflegekräfte des Sanatoriums des Volkskommissariats für Erdölindustrie erschossen. Müller wurde faktisch zum Dezember 1942 von der Führung des EK 12 entbunden. Laut späteren Zeugenaussagen soll er das EK 12 bis November 1942 befehligt haben.
Hintergrund seiner Abberufung war ein Konflikt mit seinem Vorgesetzten Walter Bierkamp, der Müllers Ambitionen, das EK 12 der Waffen-SS zu unterstellen und eigenständiger agieren zu lassen, ablehnte. Müller wurde das Kriegsverdienstkreuz I. Klasse mit Schwertern und das Eiserne Kreuz II. Klasse verliehen.

### Ausscheiden aus dem RMVP
Nach seinem Einsatz kehrte er im Dezember 1942 wieder auf seinen Posten im RMVP zurück. Der im Herbst 1942 erfolgten Einberufung zur Wehrmacht musste er nicht nachkommen, da er durch das Ministerium unabkömmlich gestellt wurde. Wegen persönlicher Differenzen mit Propagandaminister Joseph Goebbels und dem neuen Staatssekretär Werner Naumann schied Müller 1944 aus dem RMVP aus. Danach wurde er Geschäftsführer bei einem Zeitschriftenverlag.

## Nachkriegszeit
Müller setzte sich bei Kriegsende nach Südtirol ab, wo er ebenso wie Adolf Eichmann und Josef Mengele untertauchte und die Rattenlinie nach Argentinien nutzte. Im Mai 1948 erhielt er durch NS-Fluchthelfer in Tramin einen Identitätsnachweis mit dem Aliasnamen Francesco Noelke, geboren am 7. Dezember 1906 in Bozen. Im November 1950 beantragte er in Genua einen Rotkreuzausweis, wodurch es ihm gelang, nach Argentinien einzureisen. In dem Antragsschreiben hatte er angegeben, dass er aufgrund der seinerzeitigen Option in Südtirol wohl die deutsche Staatsbürgerschaft habe. In Argentinien betätigte er sich als Berater der Armee. Im Februar 1952 beantragte er die „Richtigstellung seines Namens“, was durch ein argentinisches Gericht bestätigt wurde.
Spätestens ab Anfang der 1960er Jahre wurde in der Bundesrepublik Deutschland gegen Müller ermittelt. Es gab Hinweise auf Müllers Aufenthaltsort und die Anregung des Bundeskriminalamtes auf Erlass eines Haftbefehls. Am 25. Mai 1971 wurde das Ermittlungsverfahren gegen Müller eingestellt, da die Staatsanwaltschaft am Landgericht München I keine Hinweise auf Tötungshandlungen des EK 12 in Stalino fand. Dabei stützten sich die Ermittlungen unter anderem auf die Aussage von Müllers Vorgänger Nosske. Die Ermittlungen der Zentralstelle im Lande Nordrhein-Westfalen für die Bearbeitung von Nationalsozialistischen Massenverbrechen in Dortmund gaben dahingegen sehr wohl Hinweise auf Tötungsverbrechen durch Angehörige des EK 12 in Stalino, die aber aufgrund des Verfahrensgegenstandes nicht weiter verfolgt wurden.
Im März 1998 forderte die argentinische Regierung die heimische Justiz zur Festnahme von drei NS-Kriegsverbrechern auf, die sie noch im Land vermutete. Auch wurde die Ausstellung internationaler Haftbefehle beantragt. Unter den drei Gesuchten befand sich auch Erich Müller.